# Liste des épisodes de Chihayafuru
Cet article est un complément de l’article sur le manga Chihayafuru. Il contient la liste des épisodes de l'adaptation en anime, répartis par saison.
La série est éditée en DVD et Blu-ray depuis le 21 décembre 2011 au Japon. Neuf DVD sont sortis pour la première saison. Le premier coffret DVD de la deuxième saison est sorti le 22 mai 2013.

## Liste des épisodes

### Saison 1
| No | Titre anglais                                             | Titre japonais                 | Titre japonais                        | Date de 1re diffusion |
| No | Titre anglais                                             | Kanji                          | Rōmaji                                | Date de 1re diffusion |
| -- | --------------------------------------------------------- | ------------------------------ | ------------------------------------- | --------------------- |
| 01 | Now the Flower Blooms                                     | さくやこのはな                 | Saku ya Kono Hana                     | 4 octobre 2011        |
| 02 | The Red That Is                                           | からくれなゐに                 | Karakurenai ni                        | 11 octobre 2011       |
| 03 | From the Crystal White Snow                               | ふれるしらゆき                 | Fureru Shirayuki                      | 18 octobre 2011       |
| 04 | A Whirlwind of Flower Petals Descends                     | しつこころなくはなのちるらむ   | Shizukokoro Naku Hana no Chiru ramu   | 25 octobre 2011       |
| 05 | The Sight of a Midnight Moon                              | よはのつきかな                 | Yowa no Tsuki Kana                    | 1er novembre 2011     |
| 06 | Now Bloom Inside the Nine-fold Palace                     | けふここのへににほひぬるかな   | Kyō Kokonoe ni Nioi nuru kana         | 8 novembre 2011       |
| 07 | But For Autumn's Coming                                   | ひとこそみえねあきはきにけり   | Hito koso Mie ne Aki wa Ki ni keri    | 15 novembre 2011      |
| 08 | The Sounds of the Waterfall                               | たえてひさしくなりぬれど       | Taete Hisashiku Nari nure do          | 22 novembre 2011      |
| 09 | But I Cannot Hide                                         | しのぶれど                     | Shinobure do                          | 29 novembre 2011      |
| 10 | Exchange Hellos and Goodbyes                              | ゆくもかへるもわかれては       | Yuku mo Kaeru mo Wakarete wa          | 5 décembre 2011       |
| 11 | The Sky is the Road Home                                  | あまつかぜ                     | Amatsukaze                            | 12 décembre 2011      |
| 12 | Sets These Forbidden Fields Aglow                         | むらさきのゆきしめのゆき       | Murasakino Yuki Shimeno Yuki          | 19 décembre 2011      |
| 13 | For You, I Head Out                                       | きみがため                     | Kimi ga Tame                          | 3 janvier 2012        |
| 14 | For There Is No One Else Out There                        | はなよりほかにしるひともなし   | Hana yori Hoka ni Shiru Hito mo Nashi | 10 janvier 2012       |
| 15 | As Though Pearls Have Been Strung Across the Autumn Plain | つらぬきとめぬたまそちりける   | Tsuranukitome nu Tama zo Chiri keru   | 17 janvier 2012       |
| 16 | The Autumn Leaves of Mount Ogura                          | をぐらやま                     | Ogura Yama                            | 24 janvier 2012       |
| 17 | World Offers No Escape                                    | みちこそなけれ                 | Michi koso Nakere                     | 31 janvier 2012       |
| 18 | The Plum Blossoms Still Smell the Sam                     | はなぞむかしのかににほひける   | Hana zo Mukashi no Ka ni Nioi keru    | 7 février 2012        |
| 19 | As the Years Pass                                         | ながらへば                     | Nagarae ba                            | 14 février 2012       |
| 20 | The Cresting Waves Almost Look Like Clouds in the Skies   | くもゐにまがふおきつしらなみ   | Kumoi ni Magō Oki tsu Shiranami       | 21 février 2012       |
| 21 | As My Sleeves Are Wet With Dew                            | わがころもでにゆきはふりつつ   | Waga Koromode ni Yuki wa Furi tsutsu  | 28 février 2012       |
| 22 | Just as My Beauty Has Faded                               | うつりにけりないたづらに       | Utsuri ni keri na Itadura ni          | 6 mars 2012           |
| 23 | The Night is Nearly Past                                  | しろきをみればよぞふけにける   | Shiroki o Mire ba Yo zo Fuke ni keru  | 13 mars 2012          |
| 24 | Nobody Wishes to See the Beautiful Cherry Blossoms        | をのへのさくらさきにけり       | Onoe no Sakura Saki ni keri           | 20 mars 2012          |
| 25 | Moonlight, Clear and Bright                               | もれいづるつきのかげのさやけさ | Moreizuru Tsuki no Kage no Sayakesa   | 27 mars 2012          |

### Saison 2
| No | Titre anglais                                                  | Titre japonais                | Titre japonais                       | Date de 1re diffusion |
| No | Titre anglais                                                  | Kanji                         | Rōmaji                               | Date de 1re diffusion |
| -- | -------------------------------------------------------------- | ----------------------------- | ------------------------------------ | --------------------- |
| 01 | So The Flower Has Wilted                                       | はなのいろは                  | Hana no Iro wa                       | 11 janvier 2013       |
| 02 | As My Love First Came                                          | こひすてふ                    | Koisuchō                             | 18 janvier 2013       |
| 03 | Feel Love Deepen                                               | つくばねの                    | Tsukubane no                         | 25 janvier 2013       |
| 04 | To Tell the People in the Capitals That I Make for the Islands | ひとにはつげよ あまのつりぶね | Hito ni wa Tsugeyo Ama no Tsuribune  | 1er février 2013      |
| 05 | Be As Dear Now, Those Were the Good Old Days                   | なほあまりある むかしなりけり | Nao Amari Aru Mukashi Nari Keri      | 8 février 2013        |
| 06 | To Set the Tatsuta River Ablaze                                | たつたのかはの にしきなりけり | Tatsuta no Kawa no Nishiki Nari Keri | 15 février 2013       |
| 07 | They All Exchange Hellos and Goodbyes at the Gates of Ōsaka    | しるもしらぬも あふさかのせき | Shiru mo Shiranu mo Ōsaka no Seki    | 22 février 2013       |
| 08 | Which Shines over Mount Mikasa                                 | みかさのやまに いでしつきかも | Mikasa no Yama ni Ideshi Tsukikamo   | 1er mars 2013         |
| 09 | My Only Thought                                                | わたのはら                    | Wata no Hara                         | 8 mars 2013           |
| 10 | Rain Takes Longer to Dry                                       | むらさめの                    | Murasame no                          | 15 mars 2013          |
| 11 | I Feel As Though My Body is on Fire with Ibuki Mugwort         | さしもしらじな もゆるおもひを | Sa shi mo Shiraji na Moyuru Omoi o   | 22 mars 2013          |
| 12 | The Only Sign of Summer                                        | みそぎぞなつの しるしなりける | Misogizo Natsu no Shiru Shinarikeru  | 29 mars 2013          |
| 13 | In My Dreams, I Creep Closer to You                            | ゆめのかよひざ ひとめよくらむ | Yume no Kayohiza Hitome Yokuramu     | 5 avril 2013          |
| 14 | People Would Always Ask If I Was Pining for Someone            | ものやおもふと ひとのとふまで | Mono Yaomofuto Hito no Tofumade      | 12 avril 2013         |
| 15 | No Matter Where I Stand                                        | たごのうらに                  | Tago no Ura ni                       | 19 avril 2013         |
| 16 | Wait for the Emperor's Return                                  | みゆきまたなむ                | Miyu Kimatanamu                      | 26 avril 2013         |
| 17 | Gust of Wind                                                   | ふくからに                    | Fukukara ni                          | 3 mai 2013            |
| 18 | My Fear is That You Will Forget                                | わすれじの                    | Wasureji no                          | 10 mai 2013           |
| 19 | I Do Not Know Where This Love Will Take Me                     | ゆくへもしらぬ こひのみちかな | Yuku e Moshiranu Kohi no Michi kana  | 17 mai 2013           |
| 20 | Of the Autumn Rice Field                                       | あきのたの                    | Aki no Ta no                         | 24 mai 2013           |
| 21 | But Its Legacy Continues to Spread                             | なこそながれて なほきこえけれ | Nakoso Nagarete Naho Kikoerkere      | 31 mai 2013           |
| 22 | Long Last We Meet                                              | めぐりあひて                  | Meguri Ahite                         | 7 juin 2013           |
| 23 | To See The Beautiful Cherry Blossoms                           | そのへのさくらさきにけり      | Sono e no Sakura Sakinikeri          | 14 juin 2013          |
| 24 | When I Must Hide...                                            | かくとだに                    | Kakutoda ni                          | 21 juin 2013          |
| 25 | I Can Look Up and See the Snowy Cap of Mt. Fuji                | ふじのたかねにゆきはふりつ    | Fuji no Takare ni Yuki wa Furitsu    | 28 juin 2013          |

### Saison 3
| No | Titre anglais                                               | Titre japonais                     | Titre japonais                            | Date de 1re diffusion |
| No | Titre anglais                                               | Kanji                              | Rōmaji                                    | Date de 1re diffusion |
| -- | ----------------------------------------------------------- | ---------------------------------- | ----------------------------------------- | --------------------- |
| 1  | Lors d’une nuit d’été                                       | なつのよは                         | Natsu no yo wa                            | 22 octobre 2019       |
| 2  | Aux lueurs de l’aube                                        | あさぼらけありあけのつきと         | Asaborake ariake no tsuki to              | 29 octobre 2019       |
| 3  | Sur les campagnes de Yoshino                                | よしののさとに                     | Yoshino no sato ni                        | 29 octobre 2019       |
| 4  | Le pin de Takasago                                          | たかさごの                         | Takasago no                               | 5 novembre 2019       |
| 5  | Sur le mont Ama-no-kagu                                     | あまのかぐやま                     | Amanokaguyama                             | 5 novembre 2019       |
| 6  | Tissent leur dessein                                        | にしきなりけり                     | Nishiki nari keri                         | 12 novembre 2019      |
| 7  | Le vent de la tempête                                       | あらしふく                         | Arashi fuku                               | 19 novembre 2019      |
| 8  | Lieu de rencontre                                           | これやこの                         | Kore ya kono                              | 26 novembre 2019      |
| 9  | Je tombe si bas                                             | くだけてものをおもふころかな       | Kudakete mono o omou koro kana            | 3 décembre 2019       |
| 10 | Les vrilles du gainier                                      | さねかづら                         | Sanekazura                                | 10 décembre 2019      |
| 11 | Brume montante, crépuscule d’automne                        | きりたちのぼる あきのゆふぐれ      | Kiri tachinoboru aki no yūgure            | 17 décembre 2019      |
| 12 | Qui neige emporté au jardin des Tempêtes ?                  | はなさそふあらしのにはのゆきならで | Hana sasou arashi no niwa no yuki nara de | 24 décembre 2019      |
| 13 | Des fleurs ? Ou mon corps qui s’en va ?                     | ふりゆくものはわがみなりけり       | Furi yuku mono wa waga mi nari keri       | 7 janvier 2020        |
| 14 | Qui suivent notre intimité                                  | あひみての                         | Ai mite no                                | 14 janvier 2020       |
| 15 | Œuvre des feuilles rouges arrêtées dans leur cours          | ながれもあへぬ もみぢなりけり      | Nagare mo aenu momiji nari keri           | 21 janvier 2020       |
| 16 | Je suis venu les mains vides dans la montagne des offrandes | ぬさもとりあへずたむけやま         | Nusa mo toriaezu tamukeyama               | 28 janvier 2020       |
| 17 | Mes manches sont toujours imprégnées de rosée               | わがころもではつゆにぬれつつ       | Waga koromode wa tsuyu ni nure tsutsu     | 4 février 2020        |
| 18 | L'autre côté d'un monde                                     | あらざらむ                         | Arazaran                                  | 11 février 2020       |
| 19 | Faut-il me consumer ?                                       | みをつくしてや                     | Mi o tsukushite ya                        | 18 février 2020       |
| 20 | Portent bien leur nom                                       | なにしおはば                       | Na ni shi owaba                           | 25 février 2020       |
| 21 | Entre regret et dégoût                                      | ひともをし                         | Hito mo oshi                              | 3 mars 2020           |
| 22 | Sous mes yeux enfuis                                        | ながめせしまに                     | Nagame seshi ma ni                        | 10 mars 2020          |
| 23 | Le batelier a perdu sa rame                                 | わたるふなびとかぢをたえ           | Wataru funabito kaji o tae                | 17 mars 2020          |
| 24 | Au vent mauvais                                             | かぜをいたみ                       | Kaze o itami                              | 24 mars 2020          |